# Ritratto di Juan Calabazas
Juan Calabazas (altrimenti noto come Juan Calabazas detto Calabacillas) è un dipinto a olio su tela (106x83 cm) realizzato tra il 1638 ed il 1639 dal pittore Diego Velázquez. È conservato nel Museo del Prado.
Il cognome Calabacillas deriva da calabazas, ovvero zucche: è probabilmente un nomignolo allusivo alla condizione disagiata del buffone. Proprio per questo, il pittore ha raffigurato due zucche ai suoi piedi, delle quali, quella di destra, è stata oggetto di un vistoso ripensamento che ne ha ridimensionato l'impatto visivo.
La fronte ampia del buffone, lo sguardo strabico, la posa per terra sbilenca (dovuta a qualche malfermità), ed il sorriso ebete quasi privo di ragione, ne fanno uno dei più affascinanti ritratti di Velazquez, ma anche una delle sue più inquietanti letture della realtà, accentuate anche dalla preziosa e raffinatissima tecnica e l'illuminazione usate per la realizzazione.